# Alexandre Lagoya

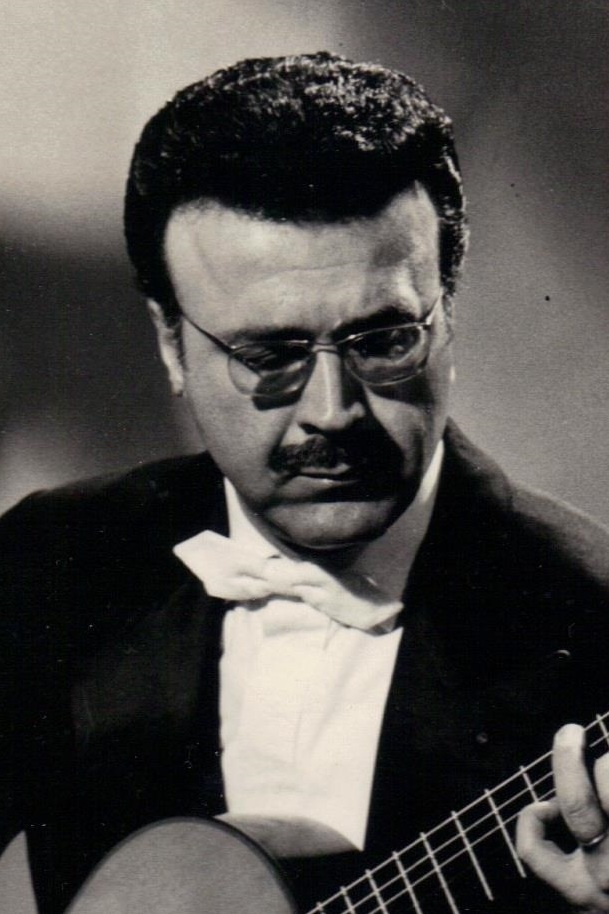
Alexandre Lagoya

Alexandre Lagoya (Alexandrië, 29 juni 1929 - Parijs, 24 augustus 1999) wordt bij de Franse klassieke gitaristen gerekend, maar zijn ouders waren van Griekse en Italiaanse afkomst.
Hij trad van in zijn jeugd op in het Midden-Oosten. Voor de vervolmaking van zijn muzikale vorming kwam hij in Parijs terecht. Daar leerde hij Ida Presti kennen met wie hij huwde en het succesvolle (meer dan 2000 concerten) gitaarduo Presti-Lagoya vormde. Na de tragische dood van Ida Presti in 1967 bleef Lagoya vijf jaar weg van de podia, tot hij in 1972 opnieuw begon met spelen, ditmaal als solist. Hij legde zich ook meer toe op het intensief opnemen van klassieke gitaarmuziek. Hij startte ook een gitaarklas aan het Conservatorium van Parijs, waar hij tussen 1969 en 1994 talrijke musici en gitaristen opleidde, zoals onder meer Wim Brioen en de Belg Hugo Navez, die later zelf gitaarleraar werd aan het Brusselse conservatorium.
- Biblioteca Nacional de España: XX1731588
- Bibliothèque nationale de France: cb138962642 (data)
- Gemeinsame Normdatei: 134438256
- International Standard Name Identifier: 0000 0001 1478 801X
- Library of Congress Control Number: n81110704
- Nationale Bibliotheek van Letland: 000079916
- MusicBrainz: 96d81072-051a-4323-b28b-1b201279cdfe
- Nationale Bibliotheek van Israël: 987007451220305171
- Nederlandse Thesaurus van Auteursnamen: 105367044
- SNAC: w6rf92jj
- Système universitaire de documentation: 079000053
- Virtual International Authority File: 100924469
- WorldCat: E39PBJfx7grY4hvVrq8TvGdJDq